# Głuchów Górny

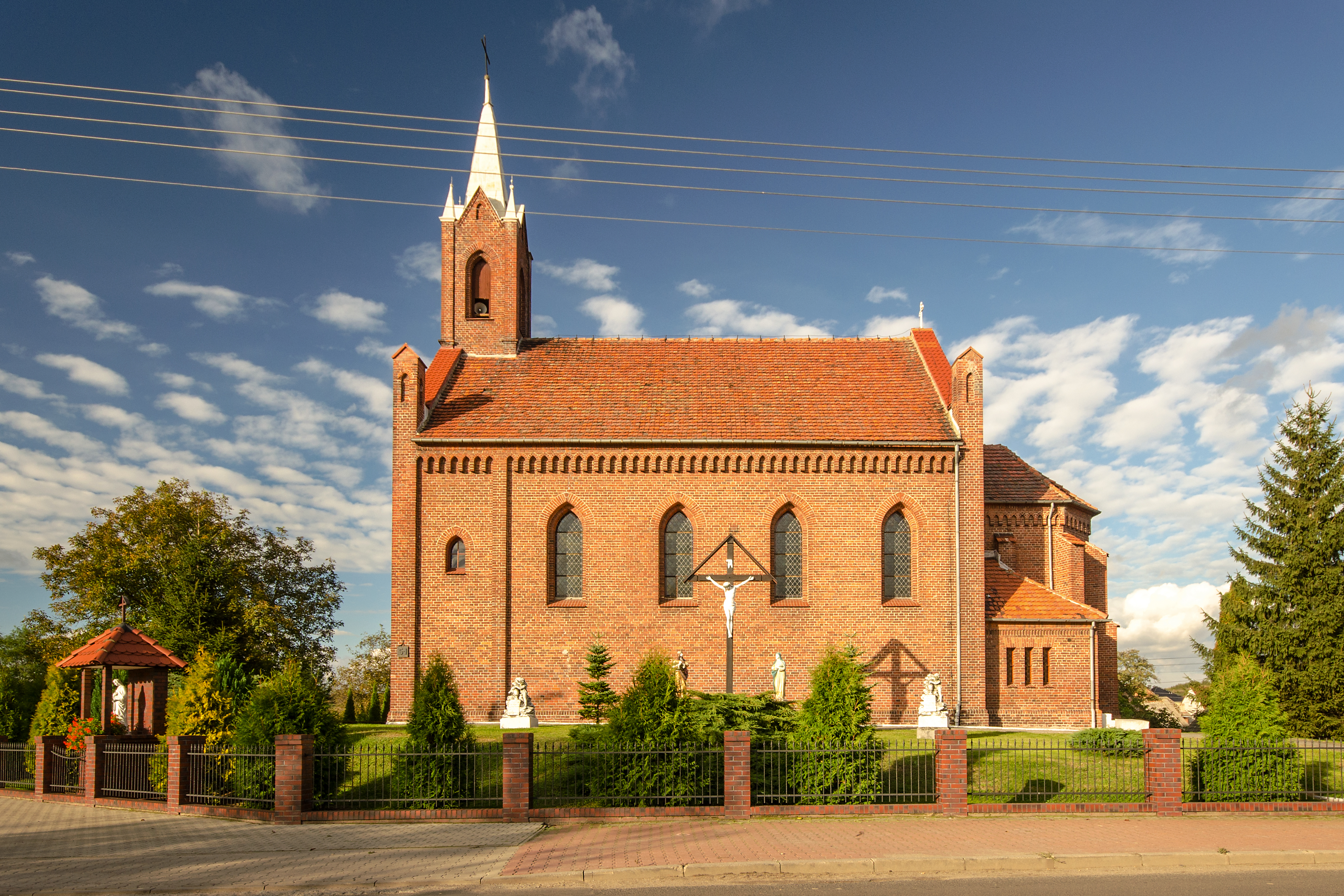
Kreuzerhöhungskirche

Głuchów Górny (deutsch: Ober-Glauche) ist ein Ort in der Stadt- und Landgemeinde Trzebnica (Trebnitz) in Polen. Es liegt sechs Kilometer südöstlich von Trzebnica.

## Geschichte
1646 bis 1945 war Ober-Glauche im Besitz der Familie von Kessel. Es gibt eine Denktafel von Christiane von Kessel für den Politiker Albrecht von Kessel, den Wegbereiter der Ostpolitik Willy Brandts.

## Sehenswürdigkeiten
- Kreuzerhöhungskirche

## Söhne und Töchter des Ortes
- Kurt von Kessel (1862–1921), deutscher Rittergutsbesitzer und Parlamentarier
- Friedrich von Kessel (1896–1975), deutscher Landwirt und Politiker (GB/BHE)
- Elisabeth Crodel (1897–1967), deutsche Malerin und Kunsthandwerkerin
- Albrecht von Kessel (1902–1976), deutscher Diplomat und Widerstandskämpfer gegen das NS-Regime